# Menemerus cummingorum
Menemerus cummingorum är en spindelart som beskrevs av Wesolowska 2007. Menemerus cummingorum ingår i släktet Menemerus och familjen hoppspindlar. Inga underarter finns listade i Catalogue of Life.